# AE Волка
AE Волка (лат. AE Lupi) — одиночная переменная звезда в созвездии Волка на расстоянии приблизительно 4657 световых лет (около 1428 парсека) от Солнца. Видимая звёздная величина звезды — от +16,3m до +14,6m.

## Характеристики
AE Волка — оранжевая пульсирующая переменная звезда типа RR Лиры (RR:) спектрального класса K. Радиус — около 2,42 солнечных, светимость — около 3,121 солнечных. Эффективная температура — около 4930 K.